# Hierodula versicolor
Hierodula versicolor es una especie de mantis de la familia Mantidae.

## Distribución geográfica
Se encuentra en Sri Lanka.